# بارتلس (دهانه)
بارتلس یک دهانه برخوردی در ماه است.

## دهانه‌های اقماری
این دهانه ۱ دهانه اقماری دارد.
| Bartels | عرض جغرافیایی | طول جغرافیایی | قطر          |
| ------- | ------------- | ------------- | ------------ |
| A       | ۲۵٫۷° N       | ۸۹٫۶° W       | ۱۷٫۰ کیلومتر |